# Angelo Ciccone
Angelo Ciccone (Cento, 7 de julho de 1980) é um desportista italiano que competiu no ciclismo na modalidade de pista, especialista nas provas de madison e omnium; ainda que também disputou carreiras de rota.
Ganhou três medalhas no Campeonato Europeu de Ciclismo em Pista entre os anos 2003 e 2012.
Participou em dois Jogos Olímpicos de Verão, ocupando o 8.º lugar em Atenas 2004, na carreira por pontos, e o 13.º lugar em Pequim 2008, na mesma prova.

## Medalheiro internacional
| Campeonato Europeu | Campeonato Europeu    | Campeonato Europeu | Campeonato Europeu |
| Ano                | Lugar                 | Medalha            | Competição         |
| ------------------ | --------------------- | ------------------ | ------------------ |
| 2003               | Moscovo ( Rússia)     | Medalha de bronze  | Omnium             |
| 2004               | Valencia ( Espanha)   | Medalha de prata   | Omnium             |
| 2012               | Panevėžys ( Lituânia) | Medalha de bronze  | Madison            |